# Billy Hitchcock
William Hitchcock es un personaje ficticio de las series de películas Destino final y uno de los sobrevivientes del vuelo 180 del Voleé Airlines. El personaje es interpretado por Seann William Scott.

## Biografía
Billy es un joven estudiante torpe y cómico. Nació en la ciudad de Nueva York. Estudia en las preparatoria Mt. Abraham. Él fue expulsado del avión junto con otras 7 personas después de que Alex y Carter comenzaran a pelear.El, al igual que Alex, tenía problemas con Carter. El presenció la muerte de Terry Chaney y vio como la casa de la maestra Lewton explotaba, además le dijo a la policía que había visto a Alex salir de la casa de su maestra después de la explosión.

## Muerte
Se suponía que Billy fuera la persona número 5º en morir pero fue la persona número 4º ya que Alex salvò a Carter y salteó a Billy. En la explosiòn del avión no se sabe que número fue en morir pero se sabe que murió después de Carter ya que estaba sentado a su lado. Billy muere cuando después que el auto de Carter fue arrollado por el tren, un trozo de él quedó en las vìas, el tren lo golpeó y, por acción de la inercia, lo lanzó hacia la cabeza de Billy, decapitándolo.

## Signos/Pistas
- Después de que él pasó su examen de conducir, el maestro le dijo que iba a morir joven, y posiblemente a causa de un auto.
- En una ocasión, el auto de Carter casi le aplasta la cabeza a Billy cuando él se cayò de la bicicleta, y luego otro auto casi le aplasta las piernas.
- Cuando Carter está conduciendo el auto como loco Alex ve por la ventana el reflejo de un número 747, que es el tipo del avión del vuelo 180.
- Billy murió fuera del orden puesto a que Carter debía morir antes que él, pero como Carter sobrevivió, la muerte se salteó a Billy.
- En los créditos de apertura se ve una guillotina.
- En el aeropuerto cuando Billy está mirando el avión despegar se ve el reflejo del avión despegando sobre su cabeza, justo donde el trozo del auto le corta la cabeza.
- Billy comienza una tradición en la saga de Destino final, siendo la primera persona en morir decapitado. La decapitación de un personaje se vuelve más concurrido en Destino final 2 con la muerte de Nora Carpenter, Lewis Romero en Destino final 3, en Destino final 4 le pasaría lo mismo con una llanta a Nadia Monroy y en Destino final 5, Isaac Palmer concluiría la tradición hasta ahora.

- Datos: Q16537766